# Tre Valli Varesine
Tre Valli Varesine er et italiensk endagsløb i landevejscykling som arrangeres hvert år i august/september. Løbet er blevet arrangeret siden 1919. Løbet er af UCI klassificeret med 1.Pro og er en del af UCI ProSeries. 

## Vindere
| År                                            | Vinder                | Toer                       | Treer                    |        |
| --------------------------------------------- | --------------------- | -------------------------- | ------------------------ | ------ |
| 1919                                          | Pierino Bestetti      | Giovanni Scaioni           | Angelo Bianchi           |        |
| 1920                                          | Raimondo Rosa         | Carlo Spina                | Camillo Bertarelli       |        |
| 1921                                          | Luigi Gilardi         | Vincenzo Botta             |                          |        |
| 1922                                          | Domenico Piemontesi   | G. Vigano                  | L. Malinverni            |        |
| 1923                                          | Filippo Brusatori     | Mario Bianchi              | V. Florini               |        |
| 1924                                          | Libero Ferrario       | V. Florini                 | Luigi Magnotti           |        |
| 1925                                          | Giovanni Tizzoni      | Luigi Magnotti             | Aniceto Cattaneo         |        |
| 1926                                          | Mario Bonvicini       | Roberto Lorenzetti         | Aleardo Simoni           |        |
| 1927                                          | Renato Zanona         | Paolo Zanetti              | Aleardo Simoni           |        |
| 1928                                          | Battista Visconti     | Attilio Marangoni          | Aleardo Simoni           |        |
| 1929                                          | Ambrogio Morelli      | Alessandro Catalani        | Allegro Grandi           |        |
| 1930                                          | Albino Binda          | Luigi Ferrando             | Riccardo Proserpio       |        |
| 1931                                          | Luigi Giacobbe        | Francesco Camusso          | Michele Mara             |        |
| 1932                                          | Domenico Piemontesi   | Alfredo Bovet              | Luigi Giacobbe           |        |
| 1933                                          | Alfredo Bovet         | Remo Bertoni               | Luigi Macchi             |        |
| 1934                                          | Severino Canavesi     | Attilio Masarati           | Luigi Barral             |        |
| 1935                                          | Pietro Chiappini      | Ercole Rigamonti           | Edmondo Toccaceli        |        |
| 1936                                          | Cesare Del Cancia     | Michele Benente            | Enrico Mollo             |        |
| 1937                                          | Olimpio Bizzi         | Diego Marabelli            | Glauco Servadei          |        |
| 1938                                          | Gino Bartali          | Severino Canavesi          | Secondo Magni            |        |
| 1939                                          | Olimpio Bizzi         | Gino Bartali               | Adolfo Leoni             |        |
| 1940                                          | Cino Cinelli          | Mario Ricci                | Fausto Coppi             |        |
| 1941                                          | Fausto Coppi          | Olimpio Bizzi              | Gino Bartali             |        |
| 1942                                          | Luciano Succi         | Vasco Bergamaschi          | Mario De Benedetti       |        |
| 1943-1944 ikke arrangeret pga. 2. verdenskrig |                       |                            |                          |        |
| 1945                                          | Adolfo Leoni          | Mario Ricci                | Gino Bartali             |        |
| 1946                                          | Enrico Mollo          | Mario Ricci                | Renzo Zanazzi            |        |
| 1947                                          | Fiorenzo Magni        | Mario Ricci                | Louis Thiétard           |        |
| 1948                                          | Fausto Coppi          | Gino Bartali               | Antonio Bevilacqua       |        |
| 1949                                          | Nedo Logli            | Vittorio Seghezzi          | Renzo Zanazzi            |        |
| 1950                                          | Antonio Bevilacqua    | Alfredo Martini            | Mario Ricci              |        |
| 1951                                          | Guido De Santi        | Alfredo Pasotti            | Pasquale Fornara         |        |
| 1952                                          | Giuseppe Minardi      | Alfredo Martini            | Arrigo Padovan           |        |
| 1953                                          | Nino Defilippis       | Marcello Pellegrini        | Bruno Monti              |        |
| 1954                                          | Giorgio Albani        | Rino Benedetti             | Giuseppe Minardi         |        |
| 1955                                          | Fausto Coppi          | Aldo Moser                 | Giuseppe Minardi         |        |
| 1956                                          | Gastone Nencini       | Giorgio Albani             | Giuseppe Minardi         |        |
| 1957                                          | Germain Derycke       | Ercole Baldini             | Angelo Conterno          |        |
| 1958                                          | Carlo Nicolo          | Aldo Moser                 | Giorgio Tinazzi          |        |
| 1959                                          | Dino Bruni            | Giovanni Verucchi          | Armando Pellegrini       |        |
| 1960                                          | Nino Defilippis       | Rino Benedetti             | Angelo Conterno          |        |
| 1961                                          | Willy Vannitsen       | Carlo Azzini               | Diego Ronchini           |        |
| 1962                                          | Giuseppe Fezzardi     | Jos Hoevenaars             | Franco Balmamion         |        |
| 1963                                          | Italo Zilioli         | Franco Cribiori            | Guido De Rosso           |        |
| 1964                                          | Marino Vigna          | Antonio Bailetti           | Flaviano Vicentini       |        |
| 1965                                          | Gianni Motta          | Michele Dancelli           | Felice Gimondi           |        |
| 1966                                          | Gianni Motta          | Italo Zilioli              | Vito Taccone             |        |
| 1967                                          | Gianni Motta          | Giorgio Zancanaro          | Tommaso De Pra           |        |
| 1968                                          | Eddy Merckx           | Michele Dancelli           | Gianni Motta             |        |
| 1969                                          | Marino Basso          | Dino Zandegù               | Luciano Armani           |        |
| 1970                                          | Gianni Motta          | Eddy Merckx                | Felice Gimondi           |        |
| 1971                                          | Giancarlo Polidori    | Costantino Conti           | Italo Zilioli            |        |
| 1972                                          | Giacinto Santambrogio | Marino Basso               | Michele Dancelli         |        |
| 1973                                          | Enrico Paolini        | Marcello Bergamo           | Italo Zilioli            |        |
| 1974                                          | Costantino Conti      | Giacinto Santambrogio      | Enrico Paolini           |        |
| 1975                                          | Fabrizio Fabbri       | Mauro Simonetti            | Serge Parsani            |        |
| 1976                                          | Francesco Moser       | Roger De Vlaeminck         | Gianbattista Baronchelli |        |
| 1977                                          | Giuseppe Saronni      | Phil Edwards               | Valerio Lualdi           |        |
| 1978                                          | Francesco Moser       | Giovanni Battaglin         | Gianbattista Baronchelli |        |
| 1979                                          | Giuseppe Saronni      | Pierino Gavazzi            | Roger De Vlaeminck       |        |
| 1980                                          | Giuseppe Saronni      | Pierino Gavazzi            | Silvano Contini          |        |
| 1981                                          | Gregor Braun          | Alessandro Paganessi       | Pierino Gavazzi          |        |
| 1982                                          | Pierino Gavazzi       | Claudio Torelli            | Gianbattista Baronchelli |        |
| 1983                                          | Alessandro Paganessi  | Silvano Contini            | Serge Demierre           |        |
| 1984                                          | Pierino Gavazzi       | Gianbattista Baronchelli   | Marino Amadori           |        |
| 1985                                          | Giovanni Mantovani    | Giuseppe Saronni           | Pierino Gavazzi          |        |
| 1986                                          | Guido Bontempi        | Pierino Gavazzi            | Roberto Pagnin           |        |
| 1987                                          | Franco Ballerini      | Kjell Nilsson              | Marco Bergamo            |        |
| 1988                                          | Giuseppe Saronni      | Guido Bontempi             | Pierino Gavazzi          |        |
| 1989                                          | Gianni Bugno          | Charly Mottet              | Dirk De Wolf             |        |
| 1990                                          | Pascal Richard        | Claudio Chiappucci         | Thomas Wegmüller         |        |
| 1991                                          | Guido Bontempi        | Pascal Richard             | Gérard Rué               |        |
| 1992                                          | Massimo Ghirotto      | Thomas Wegmüller           | Herbert Niederberger     |        |
| 1993                                          | Massimo Ghirotto      | Francesco Casagrande       | Bruno Cenghialta         |        |
| 1994                                          | Claudio Chiappucci    | Vladislav Bobrik           | Stefano Zanini           |        |
| 1995                                          | Roberto Caruso        | Angelo Lecchi              | Stefano Colagè           |        |
| 1996                                          | Fabrizio Guidi        | Andrea Tafi                | Massimo Donati           |        |
| 1997                                          | Roberto Caruso        | Dario Andriotto            | Marco Serpellini         |        |
| 1998                                          | Davide Rebellin       | Giuseppe Di Grande         | Max Sciandri             |        |
| 1999                                          | Sergio Barbero        | Davide Rebellin            | Francesco Casagrande     |        |
| 2000                                          | Massimo Donati        | Davide Rebellin            | Daniele De Paoli         |        |
| 2001                                          | Mirko Celestino       | Paolo Valoti               | Gianluca Bortolami       |        |
| 2002                                          | Eddy Ratti            | Danilo Di Luca             | Laurent Dufaux           |        |
| 2003                                          | Danilo Di Luca        | Andrea Ferrigato           | Markus Zberg             |        |
| 2004                                          | Fabian Wegmann        | Danilo Di Luca             | Volodymyr Duma           |        |
| 2005                                          | Stefano Garzelli      | Lorenzo Bernucci           | Damiano Cunego           |        |
| 2006                                          | Stefano Garzelli      | Rinaldo Nocentini          | Raffaele Ferrara         |        |
| 2007                                          | Christian Murro       | Alessandro Bertolini       | Kanstantsin Siwtsow      |        |
| 2008                                          | Francesco Ginanni     | Leonardo Bertagnolli       | Damiano Cunego           |        |
| 2009                                          | Mauro Santambrogio    | Francesco Masciarelli      | Aleksandr Botjarov       |        |
| 2010                                          | Daniel Martin         | Domenico Pozzovivo         | Jérôme Baugnies          |        |
| 2011                                          | Davide Rebellin       | Domenico Pozzovivo         | Thibaut Pinot            |        |
| 2012                                          | David Veilleux        | Andrea Palini              | Danilo Di Luca           |        |
| 2013                                          | Kristijan Đurasek     | Francesco Manuel Bongiorno | Aleksandr Kolobnev       |        |
| 2014                                          | Michael Albasini      | Sonny Colbrelli            | Filippo Pozzato          |        |
| 2015                                          | Vincenzo Nibali       | Sergej Firsanov            | Giacomo Nizzolo          |        |
| 2016                                          | Sonny Colbrelli       | Diego Ulissi               | Francesco Gavazzi        |        |
| 2017                                          | Alexandre Geniez      | Thibaut Pinot              | Vincenzo Nibali          |        |
| 2018                                          | Toms Skujiņš          | Thibaut Pinot              | Peter Kennaugh           |        |
| 2019                                          | Primož Roglič         | Giovanni Visconti          | Toms Skujiņš             |        |
| 2021                                          | Alessandro De Marchi  | Davide Formolo             | Tadej Pogačar            |        |
| 2022                                          | Tadej Pogačar         | Sergio Higuita             | Alejandro Valverde       |        |
| 2023                                          | Ilan Van Wilder       | Richard Carapaz            | Aleksandr Vlasov         |        |
| 2024                                          | aflyst                | aflyst                     | aflyst                   | aflyst |